# Nanna Ditzel
Nanna Ditzel née le 6 octobre 1923 à Copenhague et morte le 17 juin 2005 (à 81 ans), était une architecte et designer danoise connue comme « La grande dame du design scandinave » pour ses bijoux, meubles et tissus.

## Biographie
Nanna Ditzel étudie à l’école des arts appliqués de Copenhague et est diplômée en ébénisterie en 1943. Puis elle suit les cours de l'Académie royale des beaux-arts du Danemark avec des professeurs comme Kaare Klunt, Peter Koch, Ola Mølgaard Nielsen, Peter Hvidt et le peintre Victor Isbrand. Elle termine en 1946 avec un diplôme d’architecte. C’est pendant ces années qu’elle rencontre son futur mari, l’architecte Jørgen Ditzel. En collaboration avec son mari, elle conçoit des bijoux pour Georg Jensen et, en 1956, le couple reçoit le prix Lunning en reconnaissance de l’excellence de leur design.
En parallèle, le couple conçoit des meubles et textiles et reçoit en 1960 la médaille d’or du salon triennal du meuble de Milan.
Après la mort de Jørgen Ditzer en 1961 (à l’âge de 41 ans), elle continue à concevoir des meubles pratiques et multifonctionnels, parmi lesquels des meubles pour enfants, expérimentant avec des matériaux aussi variés que le bois de teck, l’osier ou la fibre de verre ainsi que des tissus aux couleurs vives encore en production chez Kvadrat en 2015.
En 1968, Ditzel se remarie avec Kurt Heide et ensemble ils créent l' Interspace, International Design Center à Londres.
En 1985, après la mort de Kurt Heide, elle retourne au Danemark où elle continue à travailler jusqu’en 2005,,,.

## Principales  réalisations
Ses réalisations sont connues et appréciées un peu partout et particulièrement au Japon.
- La chaise haute, pour enfant, (1955), élue parmi les canons de la culture danoise.
- Hanging Egg Chair[11].
- La chaise Trinidad[12].
- Lulu cradle[13].
- Nanny Rocking Chair [14].
- Chaise pour deux[15].
- Chaise papillon[16].
- La table  et les tabourets Toad[17].

## Distinctions
Elle reçut de nombreux prix parmi lesquels en 1990, la médaille d'or de la compétition internationale au Japon pour le banc pour deux. En 1991, le prix C.F Hansen. Elle reçoit également une nomination dans l'Ordre de Dannebrog en 1995. Élue Honourable Royal Designer  par la  Royal Society of Arts, de  Londres  en  1996, et honorée par le ministère de la culture du Danemark, en 1998.
Une exposition permanente de son travail est visible au Trapholt Museum de Kolding.